# Jason Ross
Jason Elliot Ross (Minneapolis, Minnesota, Estados Unidos; 7 de febrero de 1989) conocido profesionalmente como Jason Ross, es un DJ y productor discográfico estadounidense. Actualmente vive en Los Ángeles, California, y tiene un contrato con el sello discográfico con sede en el Reino Unido, Anjunabeats y el sello de Seven Lions, Ophelia Records. Lanzó su álbum debut, 1000 Faces, el 24 de enero de 2020.
Jason Ross es conocido por producir bajo melódico, trance y música house progresivo. Además de los originales, ha remezclado Above & Beyond, Seven Lions, Illenium, SLANDER y Gryffin.
Ha lanzado sencillos y remixes para numerosos sellos discográficos electrónicos. Su primer lanzamiento original, "Nightfall", salió a la venta en el sello discográfico de trance de Darren Tate, Mondo Records, en 2013. En 2014, Above & Beyond se dio cuenta del productor en ciernes y lo firmó con su sello Anjunabeats, fue el primer fichaje del sello en dos años. La encuesta de 2014 DJMag  Top 100 DJs  incluyó un comentario de Above & Beyond mencionando a Jason Ross como su gran DJ / productor de 2014: “En el lado de Anjunabeats, Jason Ross es un verdadero talento”. Varias de sus canciones se han incluido en numerosos álbumes recopilatorios, como las compilaciones "Monster Tunes Miami 2014" y "Anjunabeats Volume 12". Ross ha aparecido en actuaciones de artistas de toda la industria, tocando junto a artistas principales como Tiësto y Avicii, y leyendas del trance como Ferry Corsten, Markus Schulz, que "Le ha permitido entender el arte de leer multitudes y dejarlas siempre con ganas de más".
Además de sus lanzamientos en solitario, Ross ha trabajado junto a otros DJ y productores como Above & Beyond, Wrechiski, Sunny Lax y Jenaux. Ha presentado una mezcla de invitados en el programa "Group Therapy Radio" de Above & Beyond, que se transmite a millones de personas en todo el mundo. La colaboración de Ross y Wrechiski "Atlas" hizo su debut en Madison Square Garden durante el evento "Above & Beyond Group Therapy 100". El productor británico Paul Oakenfold lo describió como "un disco instrumental con una vibra realmente poderosa, casi melancólica". El 26 de enero de 2015, "Atlas" alcanzó el puesto número uno en la lista de música trance de Beatport.

## Primeros años
Jason Ross creció en Minneapolis, Minnesota. A una edad temprana, alrededor de los 12 años, se inició en la música electrónica por primera vez. Originalmente formado como músico clásico y de jazz, Jason cambió de tema desde el principio cuando escuchó "9PM (Till I Come)" de ATB y Sandstorm de Darude. Compró el software, eJay y produjo su primer álbum electrónico antes de ser adolescente. Jason asistió a la Universidad Estatal de San Diego donde comenzó su primera residencia en un club en Fluxx.

## Discografía

### Álbumes de estudio
| Título     | Detalles                                                                                      |
| ---------- | --------------------------------------------------------------------------------------------- |
| 1000 Faces | - Lanzamiento: 24 de enero de 2020 - Sello discográfico: Ophelia - Formato: Descarga Digital. |

### Álbumes de compilación
| Año  | Compilación              | Sello discográfico                |
| ---- | ------------------------ | --------------------------------- |
| 2016 | Anjunabeats Worldwide 06 | Anjunabeats (29 de julio de 2016) |

### Extended plays
| Título | Descripciones                                                                                     |
| ------ | ------------------------------------------------------------------------------------------------- |
| Rooms  | - Lanzamiento: 25 de enero de 2019 - Sello discográfico: Anjunabeats - Formato: Descarga Digital. |

### Sencillos
| Año  | Título                                                   | Álbum                | Sello discográfico       |
| ---- | -------------------------------------------------------- | -------------------- | ------------------------ |
| 2013 | "Nightfall"                                              | rowspan="14"         | Mondo Records            |
| 2013 | "Augur" (con Digital Junkiez)                            | Dubbed Records       |                          |
| 2014 | "Burma"                                                  | Monster Tunes        |                          |
| 2014 | "Run Away" (feat. Kelley Jakle)                          | Mondo Records        |                          |
| 2014 | "Good Love" (con Steve Brian)                            | Enhanced Progressive |                          |
| 2014 | "Elements"                                               | Anjunabeats          |                          |
| 2015 | "Atlas" (con Wrechiski)                                  | Anjunabeats          |                          |
| 2015 | "Cairo"                                                  | Anjunabeats          |                          |
| 2015 | "Solaris" (con Jenaux)                                   | Anjunabeats          |                          |
| 2015 | "Ravenna"                                                | Anjunabeats          |                          |
| 2016 | "Frontier" (con Wrechiski)                               | Anjunabeats          |                          |
| 2016 | "Coaster"                                                | Anjunabeats          |                          |
| 2016 | "Monarch"                                                | Anjunabeats          |                          |
| 2016 | "Me Tonight" (feat. Lauren Ray)                          | Anjunabeats          |                          |
| 2016 | "Begin Again"                                            | Anjunabeats          | Anjunabeats Worldwide 06 |
| 2016 | "Amun" (con Ilan Bluestone)                              | Anjunabeats          | rowspan="12"             |
| 2016 | "Meta" (con Ilan Bluestone)                              | Anjunabeats          |                          |
| 2016 | "Valor"                                                  | Anjunabeats          |                          |
| 2017 | "Higher Love" (con Seven Lions feat. Paul Meany)         | Anjunabeats          |                          |
| 2017 | "Onyx"                                                   | Anjunabeats          |                          |
| 2017 | "I Will Be There" (feat. Lauren Ray)                     | Anjunabeats          |                          |
| 2018 | "Through It All" (feat. Fiora)                           | Anjunabeats          |                          |
| 2018 | "Ocean" (con Seven Lions feat. Jonathan Mendelsohn)      | Ophelia              |                          |
| 2018 | "The Sirens" (con Seven Lions)                           | Ophelia              |                          |
| 2018 | "Into You" (feat. Karra)                                 | Ophelia              |                          |
| 2018 | "Many Days"                                              | Anjunabeats          |                          |
| 2018 | "Awaken" (con Cosmic Gate)                               | Anjunabeats          |                          |
| 2018 | "East of Eden"                                           | Anjunabeats          | Rooms EP                 |
| 2018 | "Don't Give up on Me" (feat. Dia Frampton)               |                      | Ophelia                  |
| 2019 | "The Gorge" (con Dimibo)                                 | Rooms EP             | Anjunabeats              |
| 2019 | "New Dawn"                                               | Rooms EP             | Anjunabeats              |
| 2019 | "Shelter" (feat. Melanie Fontana)                        | rowspan="3" N/A      | Ophelia                  |
| 2019 | "When the Night Falls" (con Fiora)                       |                      | Ophelia                  |
| 2019 | "One That Got Away" (con Dabin & Dylan Matthew)          |                      | Ophelia                  |
| 2019 | "Known You Before" (con Seven Lions feat. Emilie Brandt) | 1000 Faces'          | Ophelia                  |
| 2020 | "1000 Faces" (con Dia Frampton)                          | 1000 Faces'          | Ophelia                  |
| 2020 | "For Love"                                               | rowspan="5"          | Anjunabeats              |
| 2020 | "Better Than Heaven" (con Slander feat. JT Roach)        | Gud Vibrations       |                          |
| 2020 | "One Look" (feat. Heather Sommer)                        | Ophelia              |                          |
| 2020 | "Open Water" (feat. Heather Sommer)                      | Ophelia              |                          |
| 2020 | "The Accord"                                             | Anjunabeats          |                          |

### Remixes
| Año  | Canción                                           | Artista                                 | Sello discográfico                              |
| ---- | ------------------------------------------------- | --------------------------------------- | ----------------------------------------------- |
| 2011 | "Heartbeat"                                       | Chase Costello                          | Mondo Records (24 de octubre de 2011)           |
| 2013 | "Claymore"                                        | Hydro Poison                            | Mondo Records (2 de febrero de 2013)            |
| 2014 | "Gravity"                                         | Parker & Hanson                         | Anjunabeats (8 de septiembre de 2014)           |
| 2015 | "Fly To New York" (Remezclado con Above & Beyond) | Above & Beyond (feat. Zoë Johnston)     | Anjunabeats (4 de septiembre de 2015)           |
| 2015 | "Alone Tonight"                                   | Above & Beyond                          | Anjunabeats (16 de diciembre de 2015)           |
| 2016 | "Creation"                                        | Seven Lions (feat. Vök)                 | Casablanca Records (15 de junio de 2016)        |
| 2016 | "Glorious"                                        | Arty (feat. Blondfire)                  | Anjunabeats (29 de julio de 2016)               |
| 2017 | "Atlas" (Jason Ross Future Edit)                  | Wrechiski & Jason Ross                  | Anjunabeats (17 de febrero de 2017)             |
| 2017 | "I Swear"                                         | Dirty South (feat. Anima!)              | Anjunabeats (9 de junio de 2017)                |
| 2018 | "Needed You"                                      | Illenium (feat. Dia Frampton)           | Seeking Blue / Kasaya (18 de junio de 2018)     |
| 2018 | "Dream in Color"                                  | Haliene                                 | Monstercat (10 de octubre de 2018)              |
| 2019 | "All You Need to Know"                            | Gryffin & Slander (feat. Calle Lehmann) | Darkroom / Geffen Records (14 de junio de 2019) |
| 2019 | "Sahara Love"                                     | Above & Beyond (feat. Zoë Johnston)     | Anjunabeats (9 de julio de 2019)                |